# Małogoskie
Małogoskie – wieś w Polsce, położona w województwie świętokrzyskim, w powiecie kieleckim, w gminie Strawczyn.
| SIMC    | Nazwa      | Rodzaj     |
| ------- | ---------- | ---------- |
| 0273637 | Ługi       | przysiółek |
| 0273590 | Zbiegowiec | część wsi  |

W latach 1975–1998 miejscowość administracyjnie należała do województwa kieleckiego.